# 판교중학교 (경기)
판교중학교(板橋中學校)는 대한민국 경기도 성남시 분당구 판교동에 있는 공립 중학교이다.

## 학교 연혁
- 2009년 1월 8일 : 판교중학교 24학급 설립인가
- 2009년 3월 1일 : 초대 김영준 교장 취임 및 개교
- 2009년 3월 2일 : 2009학년도 신입생 입학식(1학급 23명)
- 2010년 2월 5일 : 제1회 졸업식(졸업생 74명)
- 2013년 3월 1일 : 혁신학교 지정 (2013년~2016년), 교과교실제 운영 (영어, 과학, 음악)
- 2017년 3월 1일 : 혁신학교 재지정 (2017년~2020년), 교육부 지정 자유학년제 시범학교 운영
- 2019년 3월 1일 : 소프트웨어 교육 선도학교, 디지털 교과서 선도학교 지정
- 2021년 3월 1일 : 혁신학교 재지정(2021년~2024년), 과학실 안전 모델학교 운영
- 2023년 3월 1일 : 제5대 남미애 교장 취임
- 2024년 1월 9일 : 제15회 졸업식 (졸업생 180명, 총 2,441명)
- 2024년 3월 4일 : 2024학년도 신입생 입학식(7학급 202명)

## 참고 자료
- 판교중학교 - 한국교육학술정보원 학교알리미